# VfL Pinneberg
Der VfL Pinneberg e. V. ist ein gemeinnütziger Breitensportverein aus Pinneberg. Er ist Mitglied im Freiburger Kreis.

## Geschichte
Der VfL Pinneberg e. V. ist unter anderem der Nachfolger des damals ältesten nach dem Zweiten Weltkrieg noch bestehenden Turn-, Spiel- und Schwimmvereins von 1888 Union e. V. Am 19. Dezember 1945 wurde der Zusammenschluss aller Pinneberger Sporttreibenden zu einem Verein, dem Verein für Leibesübungen Pinneberg e. V., beschlossen: Es waren die seinerzeit noch existierenden Vereine „Union“, Freier Turn- und Sportverein von 1899 e. V. Pinneberg, und der Fußball-Club von 1918 e. V. Pinneberg, dem sich 1933 der Athleten-Club „Doppeleiche“ als Sparte angeschlossen hatte, um die Existenzmöglichkeit zu behalten.
Von 1982 bis 1988 hatte Kurt Desselmann das Amt des Vereinsvorsitzenden inne. 1990 eröffnete der VfL ein vereinseigenes Fitnessstudio und war damit erst der zweite Verein in Schleswig-Holstein, der dies tat. Unter der Leitung des Vereinsvorsitzenden Uwe Damm (ab 1988 im Amt) fand ab 1991 eine verstärkte Ausrichtung auf den Gesundheitssport statt. Nach Einschätzung des Vorsitzenden des Landessportverbandes Schleswig-Holstein im Jahr 2013 war der VfL Pinneberg „in der Weiterentwicklung von Gesundheitssportangeboten in den letzten 25 Jahren immer ein Vorreiter in der Vereinslandschaft Schleswig-Holsteins“. Damm blieb bis 1993 VfL-Vorsitzender. Zwischen 1993 und 1999 führte Manfred Hojer die Geschicke des Vereins als Vorsitzender. Von 2000 bis 2015 saß Mathias Zahn dem Vereinsvorstand vor. Sein Nachfolger wurde Carsten Lienau.
Langjährig war der VfL Pinneberg der größte Sportverein Schleswig-Holsteins. 2017 hatte der Verein 5196 Mitglieder. Diese Zahl fiel bis 2019 auf 5020. Damit fiel der VfL in der Rangliste der mitgliederstärksten Vereine im Kreis Pinneberg auf den zweiten Platz zurück und wurde vom Elmshorner Männer-Turnverein überholt.

## Sportarten

### Fußball
Die 1. Fußballmannschaft des VfL Pinneberg stieg 1960 unter Trainer „Iller“ Skamrahl in die höchste Hamburger Spielklasse (damals Landesliga Hamburg) auf. Sie wurde in den Jahren 1964, 1968, 1971, 1973, 1975 und 1977 Meister der Hamburg-Liga und errang dabei 1973 unter der Leitung von Trainer Rolf Rohrberg den Aufstieg in die zweitklassige Regionalliga Nord. Den Heimspielen in der Aufstiegsrunde wohnten teils rund 3500 Zuschauer bei. Zu den wichtigsten Spielern dieser Zeit zählte Torjäger Volker „Pille“ Schümann († 2009), der ab 1972 für den VfL Pinneberg auflief. Die Regionalliga-Saison 1973/74 (unter der Leitung von Trainer Roland Lange) wurde als Tabellenvorletzter abgeschlossen. Im April 1974 wurden mit Peter Metz und Uwe Genat zwei VfL-Leistungsträger zu einem Sichtungslehrgang der bundesdeutschen Amateur-Nationalmannschaft eingeladen. Die Landesliga-Saison 74/75 schloss die Mannschaft als Meister ab, VfL-Angreifer „Pille“ Schümann war mit 19 Treffern drittbester Torjäger der Landesliga. Der VfL verlor das erste Heimspiel der folgenden Oberliga-Aufstiegsrunde vor 2800 Zuschauern gegen Eintracht Nordhorn mit 0:2 und wurde in seiner Staffel Letzter, verpasste damit den Aufstieg in die dritthöchste Spielklasse. Im August 1976 traf der VfL Pinneberg in der ersten Runde des DFB-Pokals auf den FC Augsburg und verlor mit 0:4. In der Saison 1976/1977 blieb die Mannschaft von Trainer Lange zwischen November 1976 und dem vierten Spieltag in der Oberliga-Aufstiegsrunde Anfang Juni 1977 ungeschlagen. Eine Woche nach dieser Niederlage bezwang der VfL in einem Heimspiel vor 2000 Zuschauern die SGO Bremen mit 7:0 und besiegelte den Aufstieg in die Oberliga Nord wenige Tage später durch ein 2:0 über den TSV Helmstedt. Es blieb ein einjähriger Oberliga-Ausflug, am Ende der Saison 77/78 stand der Abstieg. Langes Traineramtszeit endete 1978, sein Nachfolger wurde Peter Frahm. In der Verbandsliga-Saison 1978/79, in welcher der VfL Tabellenvierter wurde, hatte man mit Peter Metz (17 Tore) einen der torgefährlichsten Spieler der Liga in seinen Reihen. Im Spieljahr 1979/80 rutschte der VfL in der Verbandsliga in die untere Tabellenhälfte, im November 1979 übernahm Rudi Eggert deshalb das Traineramt. Die 1970er Jahre wurden als „Pinnebergs goldenes Fußball-Jahrzehnt“ bezeichnet.
Ab der Saison 1980/81 war erneut Roland Lange als VfL-Trainer im Amt. In der Saison 1984/85 stand der VfL unter Trainer Lange noch Ende März 1985 an der Tabellenspitze der Verbandsliga, weshalb Planungen für einen möglichen Oberliga-Aufstieg begonnen wurden. Der VfL Pinneberg wurde hinter Holstein Quickborn Verbandsliga-Zweiter, in der Aufstiegsrunde im Frühsommer 1985 zogen die Pinneberger Heimspiele bis zu 2500 Zuschauer an. Der Sprung in der Oberliga nicht gelang nicht, die Mannschaft schloss Gruppe A der Aufstiegsrunde als dritter von vier Vereinen ab. Mit Ulf Becker spielte sich in dieser Saison ein junger VfL-Spieler ins Blickfeld der Bundesligisten FC Schalke 04 und Werder Bremen. Becker nahm bei Schalke an einem Probetraining teil, ein Wechsel kam aber nicht zustande.
Trainer Lange blieb bis 1986 im Amt. Im Vorfeld der Saison 1986/87 holte der VfL mit Peter Hidien und Jürgen Stars zwei ehemalige Bundesliga-Profis. Im Oktober 1986 kam der Bundesligist Hamburger SV nach 14 Jahren Wartezeit wieder zu einem Freundschaftsspiel nach Pinneberg und gewann vor 1800 Zuschauern mit 4:0. Ab November 1986 war mit Bernd Wehmeyer ein weiterer ehemaliger HSV-Bundesligaspieler für die Mannschaft einsatzberechtigt. Der VfL erreichte mit der von Trainer Wilfried Koletzko (übernahm im Sommer 1986 von DuWo 08 kommend das Amt) betreuten Mannschaft in der Verbandsliga-Saison 1986/87 den dritten Platz. 1987/88 führte Koletzko den VfL zur Vizemeisterschaft in der Verbandsliga und damit in die Oberliga-Aufstiegsrunde. Dort wurde die Mannschaft mit Leistungsträgern wie Jürgen Stars, Peter Hidien, Andree Grünwald, Ulf Becker und Udo Goldenstein in ihrer Gruppe Dritter, verpasste somit den Aufstieg. Zu den Heimspielen in der Aufstiegsrunde kamen bis zu 1200 Zuschauer. Koletzko verließ den Verein 1988. 1988/89 und 1989/90 war wieder Roland Lange der Pinneberger Trainer. Zur Seite standen ihm Thomas Bliemeister als Assistenz- und Jürgen Stars als Torwarttrainer.
Anfang Januar 1990 sicherte sich der VfL als Sieger des Vorturniers die Teilnahme am Profi-Hallenturnier Ratsherrn-Cup. Im Mai 1990 wurde VfL-Stürmer Andree Grünwald in der deutschen Betriebssport-Nationalmannschaft eingesetzt. Im Sommer 1990 wechselte der Kroate Anđelko Ivanko vom VfL in die DDR-Oberliga. Ivanko hatte 1988/89 in Pinneberg gespielt, 1989/90 dann beim TuS Hoisdorf. Da VfL-Manager Detlef Kebbe aber 1990 vor dem Wechsel in DDR von Hoisdorf die Freigabe für Ivanko erreicht hatte, konnte er für den VfL bei Dynamo Dresden eine Ablöseforderung aufrufen. Im Winter 1990 kehrte Ivanko nach Pinneberg zurück.
In die Saison 1993/94 ging der VfL mit Erwin Wüst als neuem Trainer, der Anfang Januar 1994 aber von Manfred Kirsch abgelöst wurde. Namhaftester Neuzugang in der Saison 1993/94 war der frühere Berufsfußballspieler Sigmund Malek. Unter Kirsch sicherte sich der VfL 1994 die Teilnahmeberechtigung für die neugeschaffene Oberliga Hamburg/Schleswig-Holstein. Bis 2004 war die Mannschaft in dieser Spielklasse vertreten. Von 1990 bis 1993 sowie von 1995 bis 2005 war Thomas Bliemeister (ehemals Hamburger SV und von 1981 bis 1988 Mittelfeldspieler in Pinneberg) VfL-Trainer, lange im Gespann mit Detlef Kebbe, der von 1986 bis Mai 2006 als Manager der VfL-Ligamannschaft amtierte. In der Saison 1995/96 erreichte der VfL mit dem vierten Platz sein bestes Oberliga-Ergebnis, mit Andree Grünwald (17 Treffer) stellte man in diesem Spieljahr den zweitbesten Torschützen der Liga. Im Januar 1998 richtete der VfL Pinneberg erstmals sein als inoffizielle Meisterschaft im Kreis Pinneberg angesehenes Hallenturnier (bis 2010 Pinneberger Tageblatt Cup, ab 2010 Bert-Meyer-Cup) aus. 2021 und 2022 wurde das Hallenturnier wegen der COVID-19-Pandemie nicht ausgetragen, die Austragung im Januar 2023 fiel ebenfalls aus, unter anderem wurde die Resonanz der Vereine als Grund angegeben.
2001 zog die VfL-Mannschaft in das Endspiel um den Hamburger Pokal ein, verlor dort aber gegen die FC St. Pauli Amateure. 1998 (Gästemannschaften: Hamburger SV, Dukla Prag) und 2002 (Gästemannschaften: Hamburger SV, Sigma Olmütz) richtete der VfL Blitzturniere mit Gegnern aus dem Profibereich aus. Mehrmals bestritt Pinneberg Freundschaftsspiele gegen Bundesligamannschaften: 2002 und 2003 gegen den Hamburger SV, 2003 gegen den FC St. Pauli und Eintracht Frankfurt. Den Sprung in die eingleisige Oberliga verfehlte der VfL 2004 um einen Punkt.
Ab 2005 wurde die Mannschaft vom ehemaligen St. Pauli-Profi Michael Fischer trainiert. Nach dem Abstieg 2008 war der VfL in der Saison 2008/09 erstmals seit 1963 nicht mindestens in der höchsten Hamburger Spielklasse vertreten. 2011 kehrte der VfL in der Oberliga Hamburg zurück. Fischer war bis Januar 2016 VfL-Trainer. Sein Nachfolger wurde Thorben Reibe, der bis zum Ende der Spielzeit 2017/18 im Amt blieb. Patrick Bethke betreute die Pinneberger Mannschaft ab Sommer 2018, im Dezember 2018 trat er zurück. Übergangsweise sprangen Christian Kullock-Braun und Maximilian Gloszat als Trainer ein, ab Februar 2019 war der frühere polnische Erstligaspieler Wojciech Krauze (Spielertrainer) im Amt. Den zu seinem Antritt bereits fast feststehenden Abstieg aus der Oberliga konnte Krauze nicht verhindern: Der VfL holte in der Saison 2018/19 nur drei Punkten, musste 199 Gegentore sowie nach der Winterpause sechs zweistellige Niederlagen einstecken und stieg in die Landesliga ab. Im Sommer 2020 wurde Marc Zippel neuer VfL-Trainer. 2022 stieg die Mannschaft in die Bezirksliga ab, im August 2022 nahm Zippel Abschied vom VfL Pinneberg, das Traineramt trat Martin Düsing an.
Der Verein trägt seine Heimspiele im Stadion 1 an der Fahltsweide 15 aus. Die Anlage wurde 1997 mit einer Sitzplatztribüne mit 350 Plätzen ausgestattet.

### Basketball
Die männliche B-Jugend des VfL Pinneberg gewann 1974 die norddeutsche Meisterschaft, die A-Jugend wurde 1975 und 1976 jeweils Zweiter der deutschen Meisterschaft.
Die Herren-Basketball-Mannschaft spielte von 1976 bis 1980 und 1984/85 in der 2. Basketball-Bundesliga. In der Saison 1978/79 erreichte der VfL unter Trainer Eli Araman die Aufstiegsrunde zur Basketball-Bundesliga und wurde dort Vierter. Neben dem US-Amerikaner Bart Davidson zählten Detlef Freese, Thomas Timm und Hans Jürgen Kirtzel zu den Stützen der 78/79er-Pinneberger Mannschaft. Im Anschluss an die Saison gab es Erwägungen einer Spielgemeinschaft mit Bundesliga-Aufsteiger Hamburger TB in der höchsten deutschen Spielklasse. Diese Überlegungen wurden aber nicht in die Tat umgesetzt. In der Zweitliga-Spielzeit 1979/80 erreichte der VfL unter der Leitung des US-amerikanischen Trainers Harry Hansen in der Hauptrunde den zweiten Platz und zog damit erneut in die Aufstiegsrunde zur Bundesliga ein, zu den Leistungsträgern gehörten der US-Amerikaner Andrew Prince, Thomas Timm und Bernd Siemer. Im Spieljahr 1984/85 verfügte der VfL von Trainer Hans-Dieter Niedlich mit Frank Kienitz (2,17 m) über den größten Spieler der 2. Bundesliga. Im Dezember 1985 traf der VfL als Regionalligist im DBB-Pokal auf den amtierenden deutschen Meister Bayer Leverkusen und verlor das Heimspiel vor 850 Zuschauern mit 60:133, bester Pinneberger Werfer des Spiels war Siemer mit 21 Punkten. In der Saison 1985/86 gehörte der iranische Nationalspieler Mehdi Hajifarajollah zur Pinneberger Mannschaft. Der iranische Flügelspieler musste Deutschland im März 1986 wieder verlassen, da er keine Aufenthaltsgenehmigung erhielt. Nach dem Weggang von Trainer Niedlich im Jahr 1986 wurde im Sommer desselben Jahres der aus San Francisco stammende US-Amerikaner Frank Martin als Spielertrainer nach Pinneberg geholt. 1996 kam mit Kastriot Zherka aus dem Kosovo wieder ein starker ausländischer Spieler zum VfL. Er hatte unter anderem in der zweithöchsten Liga Jugoslawiens gespielt. Ein weiterer wichtiger Pinneberger Spieler dieser Zeit war der 2,04 Meter große Derek Wilfert.
Die VfL-Damen spielten in der Saison 2005/06 in der 2. Damen Basketball-Bundesliga, schlossen das Spieljahr mit 2:34 Punkten auf dem letzten Platz ab. Trainer war Derek Wilfert. In der Wettkampfklasse männliche U16 wurde der VfL unter der Leitung von Trainer Zoran Krezic 2010 norddeutscher Meister.
2011 gründete die Basketballabteilung des VfL gemeinsam mit der Halstenbeker TS die BG Halstenbek/Pinneberg. Im Frühjahr 2012 stieg die von Zoran Krezic als Trainer betreute Herrenmannschaft der Spielgemeinschaft, zu deren Leistungsträgern insbesondere Markus Timm, Andreas Scholl, Toni Feireisl sowie der während eines Teils der Saison bei der Mannschaft weilende US-Amerikaner Kris Miller gehörten, in die 1. Regionalliga auf. Verstärkt wurde das Aufgebot im Sommer 2012 unter anderem mit dem Kanadier Eric Kibi und Juniorennationalspieler Janis Stielow. In der 1. Regionalliga tat sich die Mannschaft schwer, im Januar 2013 wurde ein Trainerwechsel vorgenommen, als Zoran Krezic wieder als Spieler für die Mannschaft tätig wurde und das Traineramt an den erfahrenen Mario Protuder abgab. Unter Protuder gelang die Wende nicht mehr, man stieg im Frühjahr 2013 aus der 1. Regionalliga ab.
1999 wurde erstmals das Saisonvorbereitungsturnier um den Pinneberg-Cup (später Hoppers-Cup) ausgerichtet, an dem überwiegend Mannschaften aus Norddeutschland, aber ebenso aus anderen Landesteilen sowie aus dem Ausland teilnehmen. In den Jahren 2020 und 2021 fand das Turnier wegen der COVID-19-Pandemie nicht statt, im September 2022 gab es die Neuauflage.
2023 gelang einer hauptsächlich aus Spielern der BG Halstenbek/Pinneberg bestehenden und in Zusammenarbeit mit einer Basketballakademie sowie dem Niendorfer TSV betriebenen Mannschaft der Einzug in die Jugend-Basketball-Bundesliga (JBBL). 2025 stieg die Mannschaft aus der JBBL ab.

### Leichtathletik
VfL-Leichtathlet Ludwig Warnemünde wurde 1946 über 1500 Meter Dritter der deutschen Meisterschaft und 1950 Zweiter. Der Pinneberger Günter Timm errang über dieselbe Strecke 1956 ebenfalls Silber bei der deutschen Meisterschaft.
Mit Dorothea Kreß (Kugelstoßen, deutsche Meisterin 1950, DM-Zweite 1951) und Ludwig Warnemünde nahmen zwei VfL-Mitglieder an den Olympischen Sommerspielen 1952 teil.
VfL-Leichtathletin Nanny Schlüter erreichte im 800-Meter-Lauf in den Jahren 1955, 1956 und 1959 jeweils den zweiten Platz bei den deutschen Meisterschaften. In der Halle wurde Schlüter 1958 deutsche 800-Meter-Meisterin und gewann 1959 Silber.
Die Leichtathletikabteilung des VfL Pinneberg ging ab Jahresanfang 1975 unter dem Namen LG Wedel-Pinneberg eine Startgemeinschaft mit dem Wedeler TSV ein. Die LG wurde zu einem Leistungssportaushängeschild des Kreises Pinneberg. 1984 wurde der Pinneberger Wolfram Gambke im Speerwurf Vierter der Olympischen Spiele.

### Volleyball
Die Volleyballer sind dem Hamburger Volleyballverband zugeordnet. In der Saison 2008/09 wurde die erste Männermannschaft Hamburger Meister und Hamburger Pokalsieger, stieg in die Regionalliga auf und konnte am Regionalpokal teilnehmen. 2011 gelang mit einem 2. Platz in der Regionalliga der Aufstieg in die neu eingeführte 3. Liga Nord, in der das Team seitdem jeweils unter den ersten fünf Mannschaften landete und damit stets das erfolgreichste Team des HVbV stellte.
Seit 2019 bilden die Volleyballer eine Spielgemeinschaft mit der Halstenbeker TS (VG Halstenbek-Pinneberg). Neben der ersten Männermannschaft spielen hier noch folgende Teams (Stand: 2024/25):
2. Männer: Verbandsliga, 3. Männer: Verbandsliga, 4. Männer: Landesliga, 5. Männer: Bezirksliga, 6. Männer: Bezirksliga, 7. Männer: Bezirksklasse, 8. Männer: Bezirksklasse.
1. Frauen: Landesliga, 2. Frauen: Landesliga, 3. Frauen: Bezirksliga, 4. Frauen: Bezirksliga, 5. Frauen: Bezirksklasse.
2021 wurden das Team U20 männlich und das Team U12 männlich Hamburger Meister.
2024 wurden das Team U15 männlich, das Team U13 männlich und das Team U12 männlich Hamburger Meister.
2025 wurden das Team U15 männlich, das Team U14 männlich und das Team U13 männlich Hamburger Meister.

### Hockey
In der Hallensaison 2009/10 nahmen sieben Jugendmannschaften am offiziellen Spielbetrieb teil.

### Tanzsport
Die Tanzsportabteilung hat mehrere erfolgreiche Turnierpaare. Unter anderem stellte die TSA ein Finalpaar bei der Deutschen Meisterschaft Standard 2009: Michael Wenger und Melanie Ahl.

### Tauchen
Die Tauchsportgruppe des VfL Pinneberg ist eine der aktivsten Gruppen im Landestauchsportverband Schleswig-Holstein. Sie zeichnet sich vor allem durch intensive Tauchausbildungsaktivitäten und regelmäßige Tauchevents im norddeutschen Raum aus.

### Unihockey
Die Sportart Unihockey ist seit Oktober 2009 im VfL Pinneberg innerhalb der Abteilung „Fitness Turnen und Gesundheitssport“ vertreten.

### Fitnessstudio
Neben klassischen- und modernen Trendsportarten unterhält der Verein ein eigenes Fitnessstudio.

### Ringen
Die früher bestehende Ringerabteilung wurde 1957, 1961 und 1963 Hamburger Mannschaftsmeister zog sich aber bereits 1964 aus der Stadtliga zurück.

## Weitere Aufgaben
Seit dem 1. Januar 2005 hat der VfL die Trägerschaft einer Betreuungsgruppe der Grundschule Thesdorf übernommen. Der Sportverein übernahm diese Trägerschaft, welche bis zu diesem Zeitpunkt in der Obhut der Stadt Pinneberg lag.

## Persönlichkeiten
- Uli Stein, Fußballspieler
- Peter Hidien, Fußballspieler
- Thomas Bliemeister, Fußballspieler und -trainer
- Paul Janke, Fußballspieler
- Peter Metz, Fußballspieler
- Uwe Genat, Fußballspieler
- Herman Wuppermann
- Ernst Paasch
- Thomas Timm, Basketballspieler
- Wilhelm Dreyer
- Jupp Becker, Turntrainer und Funktionär
- Hermann Krüger
- Margarethe Krüger
- Friedrich Retzmann, Fußballschiedsrichter
- Dorothea Kreß, Leichtathletin
- Ludwig Warnemünde, Leichtathlet
- Nanny Schlüter, Leichtathletin
- Otto Tylkowski, Triathlet[120]